# Tour de Picardie 2016
Die 70. Tour de Picardie 2016 war ein französisches Straßenradrennen. Das Etappenrennen fand vom 13. bis zum 15. Mai 2016 statt. Es gehörte zur UCI Europe Tour 2016   in der Kategorie 2.1.

## Gesamtwertung
| \| Gesamtwertung \| Gesamtwertung \| Gesamtwertung \| Gesamtwertung \| Gesamtwertung \| \| Fahrer \| Fahrer \| Land \| Team \| Zeit \| \| ------------- \| ------------------ \| ------------- \| -------------------------- \| ---------------- \| \| 1. \| Nacer Bouhanni \| Frankreich \| Cofidis, Solutions Crédits \| 12 h 28 min 47 s \| \| 2. \| Sondre Holst Enger \| Norwegen \| IAM Cycling \| + 13 s \| \| 3. \| Kenny Dehaes \| Belgien \| Wanty-Groupe Gobert \| + 13 s \| |                    |            |                            |                  |
| |                    |            |                            |                  |
| Quelle: ProCyclingStats |                    |            |                            |                  |
| Gesamtwertung |                    |            |                            |                  |
| Fahrer | Fahrer             | Land       | Team                       | Zeit             |
| 1. | Nacer Bouhanni     | Frankreich | Cofidis, Solutions Crédits | 12 h 28 min 47 s |
| 2. | Sondre Holst Enger | Norwegen   | IAM Cycling                | + 13 s           |
| 3. | Kenny Dehaes       | Belgien    | Wanty-Groupe Gobert        | + 13 s           |

## Wertungstrikots
| Etappe         | Etappensieger  | Gesamtwertung  | Punktewertung  | Kombinationswertung | Teamwertung                  |
| -------------- | -------------- | -------------- | -------------- | ------------------- | ---------------------------- |
| 1              | Nacer Bouhanni | Nacer Bouhanni | Nacer Bouhanni | Quentin Jauregui    | Delko Marseille Provence KTM |
| 2              | Nacer Bouhanni | Nacer Bouhanni | Nacer Bouhanni | Quentin Jauregui    | Roompot Oranje Peloton       |
| 3              | Kenny Dehaes   | Nacer Bouhanni | Nacer Bouhanni | Quentin Jauregui    | IAM Cycling                  |
| Wertungssieger | Wertungssieger | Nacer Bouhanni | Nacer Bouhanni | Quentin Jauregui    | IAM Cycling                  |